# The Honeymoon Tour
The Honeymoon Tour — другий концертний тур американської співачки Аріани Ґранде на підтримку та подальше просування її другого студійного альбому My Everything (2014). Офіційно про це було оголошено 10 вересня 2014 року. Під час туру Аріана відвідала Північну Америку, Європу, Азію та Південну Америку. Тур розпочався 25 лютого 2015 року в Індепенденсі, штат Міссурі, і завершився 25 жовтня 2015 року в Сан-Паулу, Бразилія. 

## Фон
5 червня 2014 року, приблизно за місяць до випуску треку «Break Free», другого синглу з My Everything, Ґранде підтвердила плани щодо туру на підтримку майбутнього альбому у своєму акаунті в Twitter. Вона також сказала, що відвідає не лише Північну Америку, що зробить The Honeymoon Tour її першим світовим туром. У той час ходило багато чуток про те, що співачка Іггі Азалія приєдналася до Аріани в турі після успіху їх спільного треку «Problem», але ці чутки виявилися неправдивими, коли і Ґранде, і Азалія оголосили про окремі хедлайнерські тури. 
Приблизно через тиждень після випуску My Everything, 10 вересня 2014 року, Аріана офіційно оголосила назву туру, яка є посиланням на перший трек з її першого альбому, Yours Truly (2013). Під час першого етапу, Ґранде відвідала 26 міст Північної Америки. Етап розпочався 25 лютого 2015 року в Індепенденсі та завершився 16 квітня 2015 року в Ванкувері. На розігріві північноамериканської частини туру виступали англійський поп-рок гурт Rixton і DJ Cashmere Cat. 
Європейська частина туру була оголошена 17 листопада 2014 року, приблизно через тиждень після виступу Ґранде на MTV Europe Music Awards 2014 у Шотландії. Етап розпочався 14 травня 2015 року в Парижі і завершився через місяць 16 червня 2015 року в Барселоні. Квитки стали доступними через чотири дні після оголошення, 21 листопада 2014 року.

## Комерційний прийом
Невдовзі після того, як квитки на перший етап надійшли в продаж, Forbes відзначив зростання їх цін. Джессі Лоуренс повідомив, що середня ціна становила близько 225 доларів на вторинному ринку після кількох днів продажу. Також у статті зазначалося, що ціни квитків на турне Ґранде перевищило ціни Кеті Перрі та Леді Гаги. Квитки на Prismatic World Tour Перрі (2014–2015) коштували в середньому близько 216 доларів на вторинному ринку, що було на 4% нижче середнього туру Аріани, а квитки на ArtRave Gaga: The Artpop Ball (2014) коштували приблизно 169 доларів, і це було на 25% нижче, ніж показник Ґранде.

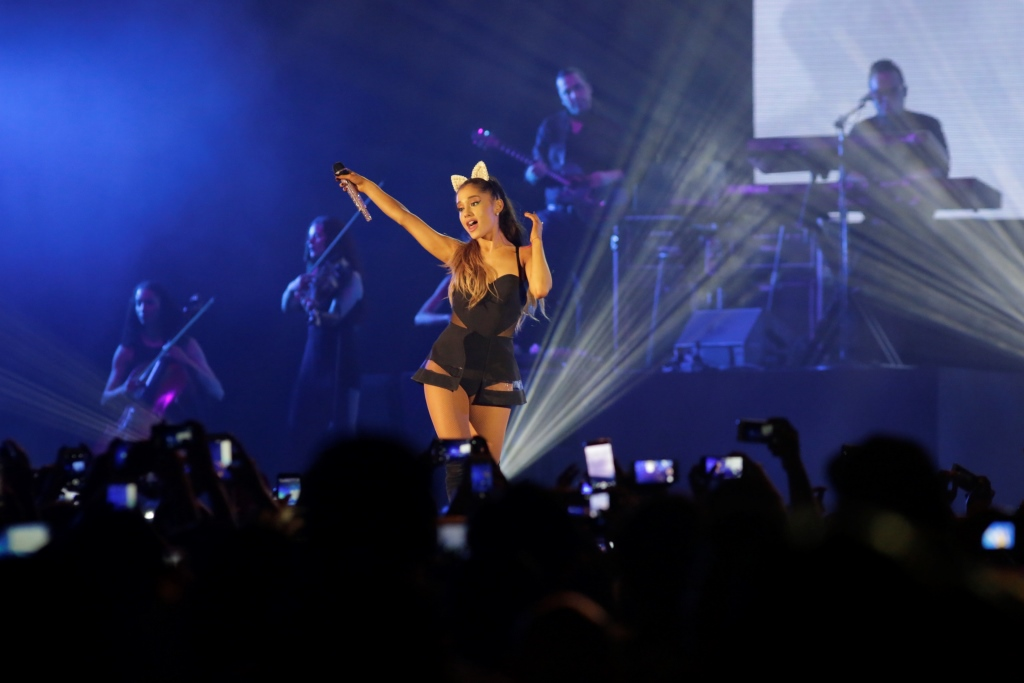
Аріана під час виступу в Джакарті в рамках The Honeymoon Tour, серпень 2015 року.

Наприкінці 2015 року тур посів 40 місце в списку Pollstar «2015 Year-End Top 100 Worldwide Tours», зібравши $41,8 мільйонів з 81 шоу. 

## Критичне сприйняття
У позитивній рецензії на відкриття туру в Індепенденсі, Тімоті Фінн із видання The Kansas City Star похвалив Аріану за її енергію та описав шоу як «екстравагантне поєднання музики, танців, лазерів, відео, піротехніки та костюмів, подібне до видовищ, створених такими поп-дівами, як Кеті Перрі та Брітні Спірс». Він також зазначив, що, незважаючи на те, що Ґранде стверджувала, що нервує, цього не було видно.
В той же час Піт Леві з Milwaukee Journal Sentinel розкритикував шоу, написавши, що Ґранде «не готова до вищої ліги». Уточнюючи свій коментар, Леві сказав, що Аріана «була збентеженою й невпевненою» й, мабуть, вокально стрималася під час виконання «Bang Bang» і «Why Try». Незважаючи на критику, Леві подякував Ґранде за її «сенсаційний вокал» під час виконання «My Everything» і «Just a Little Bit of Your Heart». 
В іншій неоднозначній рецензії, Джон Брім з Star Tribune заявив: «Ґранде недостатньо "велика", щоб здійснити видовище на арені». Він назвав шоу «тьмяно освітленим та непродуманим». Проте він похвалив вокал співачки: «Те, що ви хочете від Ґранде на концерті, — це почути грандіозний вокал, цей чотириоктавний діапазон, що переливається з глибокими емоціями. Ви це отримали». Пізніше він порівняв деякі аспекти туру з Кеті Перрі, Шер і Мадонною, але не в хорошому в ключі.

## Сет-лист

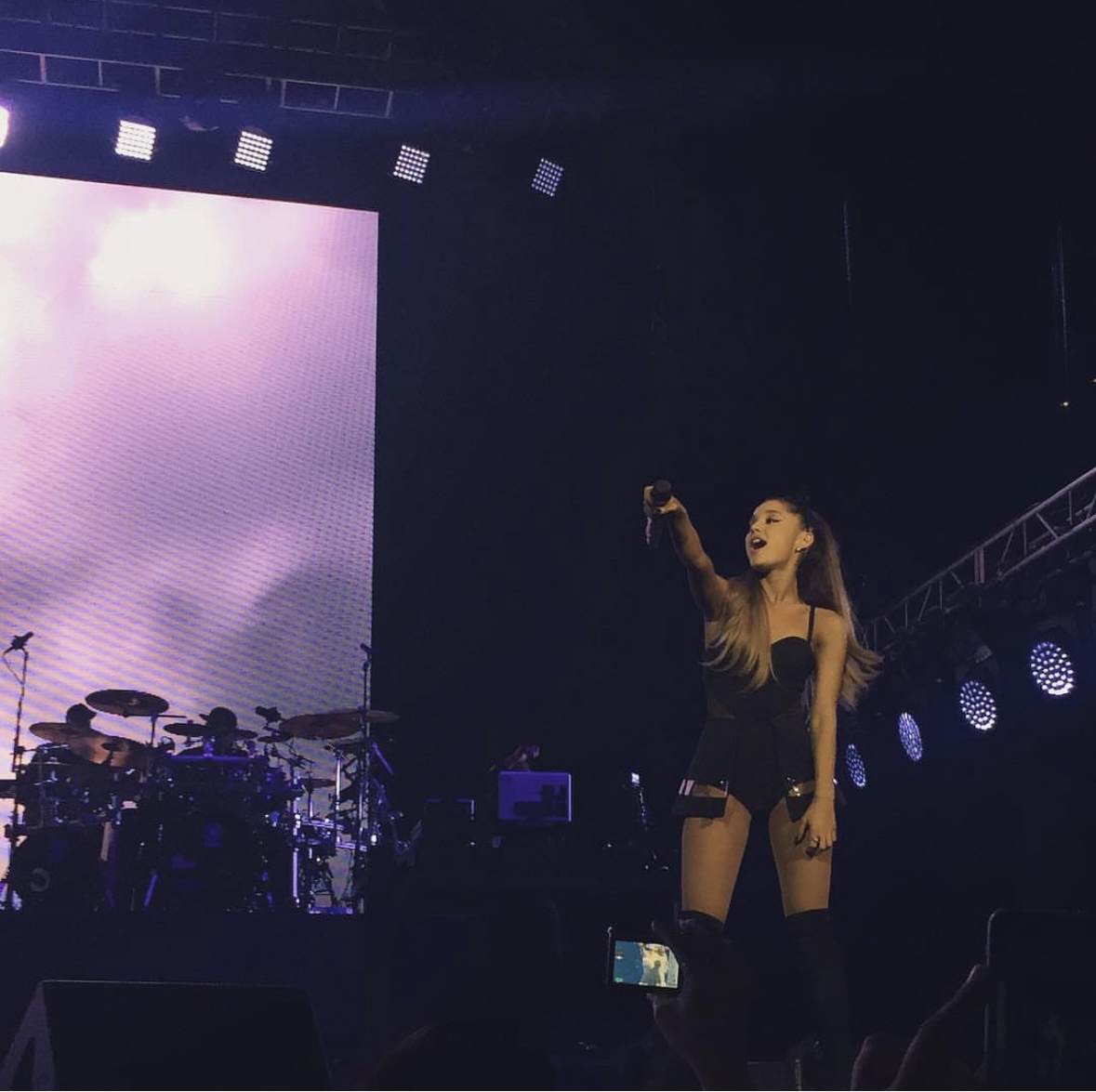
Аріана Гранде виконує «Best Mistake» у Маніла.

Ґранде сказала, що вона намагалася вмістити якомога більше пісень з My Everything і Yours Truly, але не змогла відтворити всі. Аріана та її команда також підтвердили, що вони включили в сет-лист «стару пісню», яка була «улюбленою в шанувальників» («Pink Champagne»).
1. «Bang Bang»
2. «Hands On Me»
3. «Best Mistake»
4. «Break Your Heart Right Back»
5. «Be My Baby»
6. «Right There»
7. «The Way»
8. «Pink Champagne»
9. «Tattooed Heart»
10. «One Last Time»
11. «Why Try»
12. «My Everything»
13. «Just a Little Bit of Your Heart»
14. «Love Me Harder»
15. «All My Love»
16. «Honeymoon Avenue»
17. «Break Free»
18. «Problem»